# Jesper Lindstrøm
Jesper Grænge Lindstrøm (ur. 29 lutego 2000 w Taastrup) – duński piłkarz występujący na pozycji pomocnika w niemieckim klubie VfL Wolfsburg, do którego jest wypożyczony z SSC Napoli.

## Kariera klubowa

### Początki
Lindstrøm karierę piłkarską zaczynał w Taastrup FC. Kiedy grał w drużynach do lat 13, dołączył do Brøndby IF.

### Brøndby IF
W pierwszym zespole Brøndby zadebiutował 22 listopada 2018 w wygranym 4:1 meczu Pucharu Danii z BK Marienlyst. W 80. minucie tego spotkania zastąpił Simona Tibblinga. Latem 2019 został przeniesiony do pierwszej drużyny zespołu. W Superligaen zadebiutował 14 lipca 2019 w wygranym 3:0 meczu z Silkeborgiem. Pierwszą bramkę w najwyższej lidze duńskiej strzelił 28 lipca 2019 w wygranym 3:2 spotkaniu z Odense Boldklub. 1 sierpnia 2019 w rewanżowym spotkaniu eliminacji Ligi Europy z Lechią Gdańsk zdobył 2 gole w dogrywce, zapewniając Brøndby awans do następnej rundy rozgrywek. W tym meczu na murawie pojawił się w 90. minucie. W lipcu 2020 klub przedłużył z nim kontrakt do 2023 roku.
W rundzie jesiennej sezonu 2020/21 zdobył 8 bramek oraz zaliczył 4 asysty. Dzięki temu wynikowi został wybrany przez trenerów klubów Superligaen na najlepszego zawodnika rundy jesiennej tych rozgrywek. Na koniec sezonu został ogłoszony najlepszym młodym zawodnikiem ligi duńskiej, w którym łącznie strzelił 10 bramek i zaliczył 11 asyst w 29 spotkaniach. W tym sezonie również zdobył mistrzostwo Danii.

### Eintracht Frankfurt
11 lipca 2021 został zawodnikiem Eintrachtu Frankfurt. Podpisał z tym klubem kontrakt do końca czerwca 2026 roku. W Bundeslidze zadebiutował 14 sierpnia 2021 w przegranym 2:5 spotkaniu z Borussią Dortmund. Pierwszego gola dla Eintrachtu strzelił 21 listopada 2021 w ligowym meczu z Freiburgiem (2:0). W sezonie 2021/22 jego zespół zwyciężył rozgrywki Ligi Europy, a sam Lindstrøm otrzymał nagrodę najlepszego debiutanta Bundesligi. Łącznie w barwach Eintrachtu rozegrał 57 ligowych spotkań, strzelając w nich 12 goli.

### SSC Napoli
29 sierpnia 2023 przeszedł do SSC Napoli. W Serie A swój pierwszy mecz rozegrał 2 września 2023 z Lazio (1:2). 26 lipca 2024 został wypożyczony na jeden sezon do Evertonu. W Premier League zadebiutował 24 sierpnia 2024 w przegranym 0:4 meczu z Tottenham Hotspur. W tych rozgrywkach wystąpił w 25 spotkaniach. 23 lipca 2025 udał się na kolejne wypożyczenie, tym razem do VfL Wolfsburg.

## Kariera reprezentacyjna
Lindstrøm karierę reprezentacyjną rozpoczynał w kadrze do lat 19. Występował także w zespole U-21. W 2021 wystąpił na mistrzostwach Europy do lat 21.
W pierwszej reprezentacji zadebiutował 11 listopada 2020 w wygranym 2:0 meczu towarzyskim ze Szwecją. W 86. minucie tego spotkania zastąpił Lucasa Andersena. Pierwszą bramkę strzelił 29 marca 2022 w meczu towarzyskim z Serbią (3:0). W 2022 został powołany na mistrzostwa świata. Wystąpił na nich w trzech spotkaniach.

## Statystyki

### Klubowe
Stan na 26 lipca 2025
| Sezon   | Klub                | Kraj   | Rozgrywki      | Mecze | Gole | Rozgrywki Europy                     | Mecze | Gole |
| ------- | ------------------- | ------ | -------------- | ----- | ---- | ------------------------------------ | ----- | ---- |
| 2018/19 | Brøndby IF          | Dania  | Superligaen    | 0     | 0    | –                                    | –     | –    |
| 2019/20 | Brøndby IF          | Dania  | Superligaen    | 28    | 3    | Liga Europy UEFA                     | 4     | 2    |
| 2020/21 | Brøndby IF          | Dania  | Superligaen    | 29    | 10   | –                                    | –     | –    |
| 2021/22 | Eintracht Frankfurt | Niemcy | Bundesliga     | 29    | 5    | Liga Europy UEFA                     | 9     | 0    |
| 2022/23 | Eintracht Frankfurt | Niemcy | Bundesliga     | 27    | 7    | Superpuchar UEFA, Liga Mistrzów UEFA | 8     | 1    |
| 2023/24 | Eintracht Frankfurt | Niemcy | Bundesliga     | 1     | 0    | Liga Konferencji Europy UEFA         | 1     | 0    |
| 2023/24 | SSC Napoli          | Włochy | Serie A        | 22    | 0    | Liga Mistrzów UEFA                   | 4     | 0    |
| 2024/25 | Everton (wyp.)      | Anglia | Premier League | 25    | 0    | –                                    | –     | –    |

### Reprezentacyjne
Stan na 26 lipca 2025
| Reprezentacja | Rok     | Mecze | Bramki |
| ------------- | ------- | ----- | ------ |
| Dania         | 2020    | 1     | 0      |
| Dania         | 2021    | 2     | 0      |
| Dania         | 2022    | 6     | 1      |
| Dania         | 2023    | 7     | 0      |
| Dania         | 2025    | 2     | 0      |
| Ogólnie       | Ogólnie | 18    | 1      |